# 달려라 한의
《달려라 한의》는 2021년 10월 30일부터 2021년 12월 25일까지 매일경제TV에서 방송된 한의학 시사/교양 프로그램이다.